# 高原省 (貝寧)
高原省是貝寧的12個省份之一，位於該國東南部，下分5縣，首府波貝，北臨丘陵省，東接尼日利亞，西南面是韋梅省，西北面是祖省，面積2,835平方公里，2006年人口445,497。

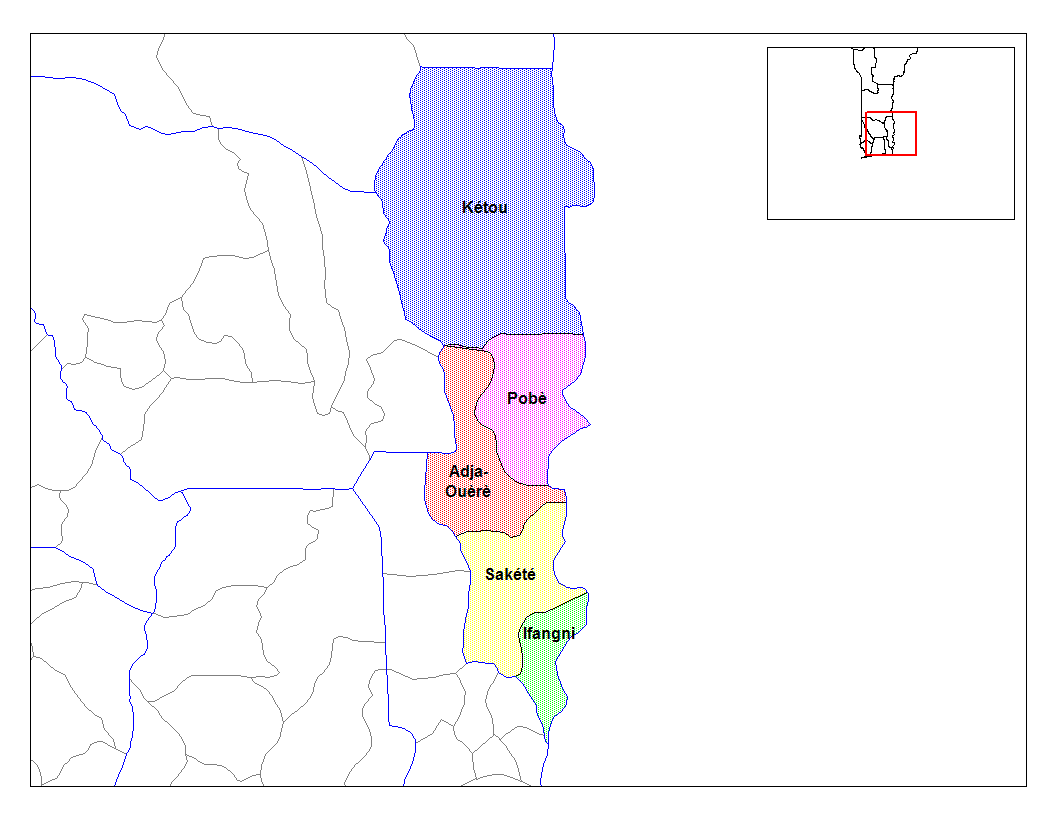
高原省的縣份